# District de Monflanquin
Le district de Monflanquin est une ancienne division territoriale française du département de Lot-et-Garonne de 1790 à 1795.
Il était composé des cantons de Monflanquin, Born, Cancon, Front, Fumel, Montagnac et Villereal.